# دهستان عشایر
دهستان عشایر نام دهستانی در بخش مرکزی شهرستان فریدون‌شهر، استان اصفهان در ایران است. براساس سرشماری مرکز آمار ایران در سال ۱۳۸۵، جمعیت آن ۲۵۶۲ نفر (۵۲۴ خانوار) بوده‌است.
عشایر فریدونشهر بیشتراز طوایف چهارلنگ بختیاری هستند .ولی طوایف هفت لنگ مانند طایفه اسدی آسترکی (خمکاروند)در مارک و چهاربری در چشمه لنگان و منجزی درسرداب و دیگر طوایف هفت لنگ بختیاری نیز ساکن هستند .